# Don't Judge Me (Hypocrisy)
Don't Judge Me è il secondo singolo del gruppo melodic death metal svedese Hypocrisy, pubblicato il 30 maggio 2008 da Nuclear Blast in 7" in occasione della ripubblicazione di Catch 22, completamente registrato nuovamente e rimasterizzato.
È stato pubblicato solo in edizione limitata a 500 copie.

## Tracce
1. Don't Judge Me – 2:32
2. Nowhere to Run – 3:20

## Formazione
- Peter Tägtgren - voce, chitarra
- Mikael Hedlund - basso
- Lars Szöke - batteria